# Ulașanivka, Slavuta
Ulașanivka (în ucraineană Улашанівка) este localitatea de reședință a comunei Ulașanivka din raionul Slavuta, regiunea Hmelnîțkîi, Ucraina. În secolul al XIX-lea, satul făcea parte din volostul Slavuta, uezdul Izeaslav.

## Demografie
Componența lingvistică a localității Ulașanivka
     Ucraineană (98,83%)
     Alte limbi (1,18%)
Conform recensământului din 2001, majoritatea populației localității Ulașanivka era vorbitoare de ucraineană (98,83%), existând în minoritate și vorbitori de alte limbi.